# Lestoideidae
Lestoideidae (лат.) — семейство стрекоз из подотряда равнокрылых.

## Распространение
Обитают в Юго-Восточной Азии, на Новой Гвинее и в Австралии.

## Классификация
Исследования последних двадцати лет указывают на то, что род Diphlebia также входит в Lestoideidae. В семейство, которое ранее считалось монотипическим, теперь включают 2 рода и 9 видов:
- Diphlebia Selys, 1869
- Lestoidea Tillyard, 1913 (не следует путать с надсемейством Lestoidea)